# Římskokatolická farnost Pavlov u Mikulova
Římskokatolická farnost Pavlov u Mikulova je územní společenství římských katolíků s farním kostelem svaté Barbory v mikulovském děkanství v rámci brněnské diecéze.

## Historie farnosti
Ves Pavlov se nachází přímo pod hradem Děvičkami, náležela k hradnímu zboží a s ním se roku 1334 dostala do svazku mikulovského panství. Kostel svaté Barbory na návsi se svou orientací přizpůsobuje terénní situaci. Jeho presbytář tudíž není obrácen k východu, nýbrž k jihozápadu, a za ním stojí ještě věž, nejstarší část kostela. Nynější kostel byl vystavěn roku 1742.

## Duchovní správci
Administrátorem excurrendo byl od 17. února 2012 R. D. Oldřich Chocholáč. Od 1. srpna 2024 je jím R. D. Mgr. Pavel Pacner.

## Bohoslužby
| Kostel        | Místo   | Bohoslužba (den)             | Hodina | Poznámka     |
| ------------- | ------- | ---------------------------- | ------ | ------------ |
| svaté Barbory | Mikulov | sobota (s nedělní platností) | 18.00  | farní kostel |

## Aktivity ve farnosti
Dnem vzájemných modliteb farností za bohoslovce a bohoslovců za farnosti brněnské diecéze je 4. říjen. Adorační den připadá na 5. dubna.
Ve farnosti se pravidelně pořádá tříkrálová sbírka. V roce 2015 se při ní vybralo 11 728 korun. Při sbírce v roce 2016 činil výtěžek 13 455 korun. V roce 2018 dosáhl výtěžek sbírky 10 057 korun.